# IPod nano
Pour les articles homonymes, voir Nano (homonymie).
L'iPod nano est un baladeur numérique à mémoire flash de la gamme iPod, conçu et commercialisé par Apple de 2005 à 2017.

## Caractéristiques
Le principal changement lors de l'arrivée de l'iPod nano est pour Apple l'utilisation de mémoire flash en lieu et place du disque dur utilisé dans l'iPod classic et l'iPod mini. Les avantages de cette mémoire sont l'absence de parties mécaniques, ce qui rend l'iPod nano plus robuste et utilisable dans plus de situations (jogging…), et sa taille qui permet de concevoir un iPod bien plus petit. En contrepartie ce support est plus cher, la mémoire disponible est donc moindre.
L'iPod nano fonctionne avec iTunes sur Mac OS X ou Microsoft Windows et le logiciel d'Apple gratuit iTunes. Il se connecte à l'ordinateur via un câble Lightning vers USB (fourni). L'iPod permet, en plus de lire la musique (aux formats AAC, MP3, AIFF, WAV, Audible, Apple Lossless), de lire des vidéos (de la troisième à la cinquième génération) et regarder des photos. Il comprend également un agenda, un carnet d'adresse, une alarme, la radio, un chronomètre, un cadenas à combinaison pour verrouiller l'iPod ainsi qu'une horloge mondiale permettant de connaître l'heure dans de nombreuses villes. Des fonctions précédemment nommées, seul le chronomètre a été conservé lors de la sixième génération. Il peut prendre 232 heures de musiques et plus de 8 heures de vidéos.

## Première génération
Le 7 septembre 2005, lors d'un évènement spécial au Moscone Center à San Francisco, Steve Jobs annonce le iPod nano, un nouvel iPod doté de mémoire flash qui succède à l'iPod mini. Disponible en deux couleurs – noir et blanc – il est de 35 % plus fin que son précurseur. Il possède aussi un écran couleur pour pouvoir visionner des photos, contrairement à l'iPod mini. Architecturé autour d'une mémoire flash, il était à sa sortie disponible en version 2 ou 4 Go. Une version moins chère avec seulement 1 Go de mémoire flash a été ajoutée en février 2006. L'iPod nano reste plus cher à capacité égale que son prédécesseur l'iPod mini, mais propose de meilleures caractéristiques telles que sa plus grande compacité, son écran couleur et les avantages de sa mémoire flash par rapport au disque dur (beaucoup plus fiable et moins fragile, plus rapide, et moins consommatrice d’énergie).

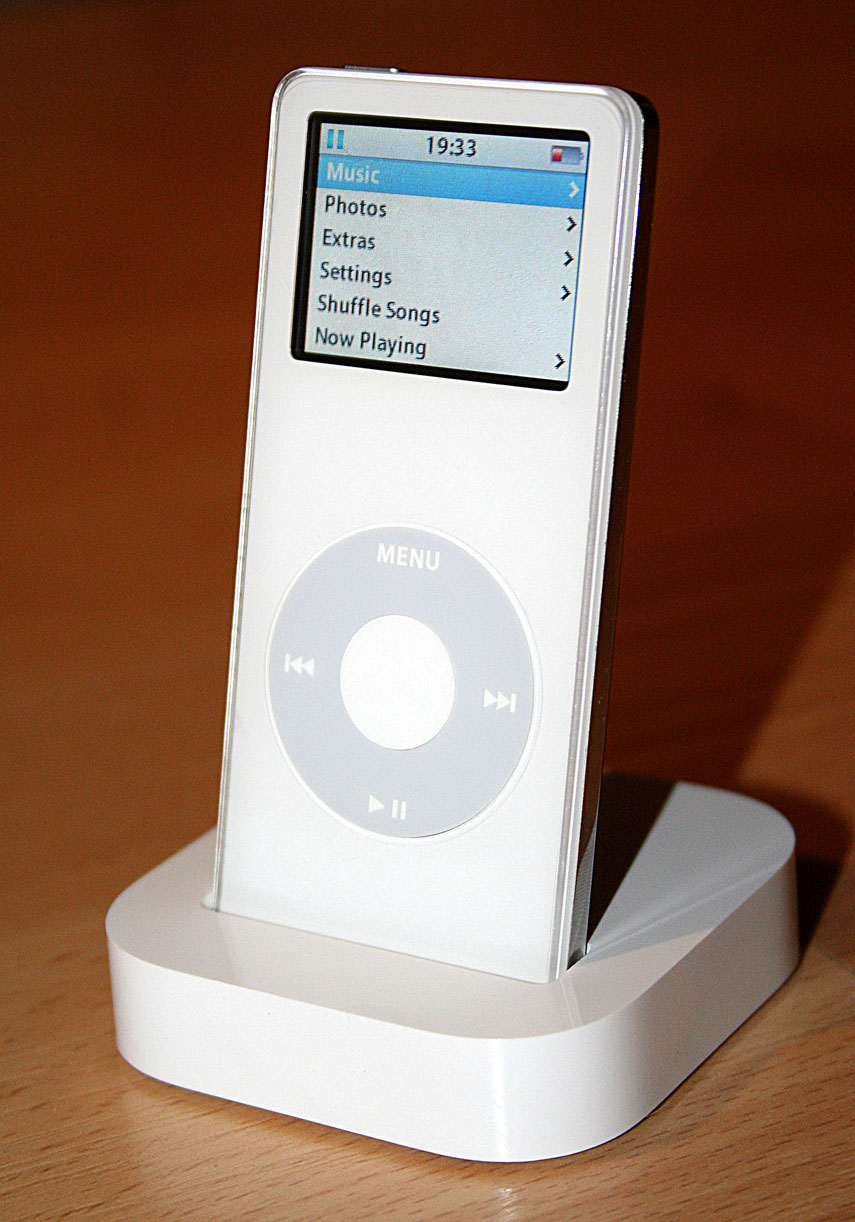
iPod nano de première génération sur son Dock.

Le 11 novembre 2011, cette génération a fait l'objet d'un rappel de la part d'Apple concernant une surchauffe de la batterie pouvant donner lieu à un embrasement de l'appareil.

## Deuxième génération

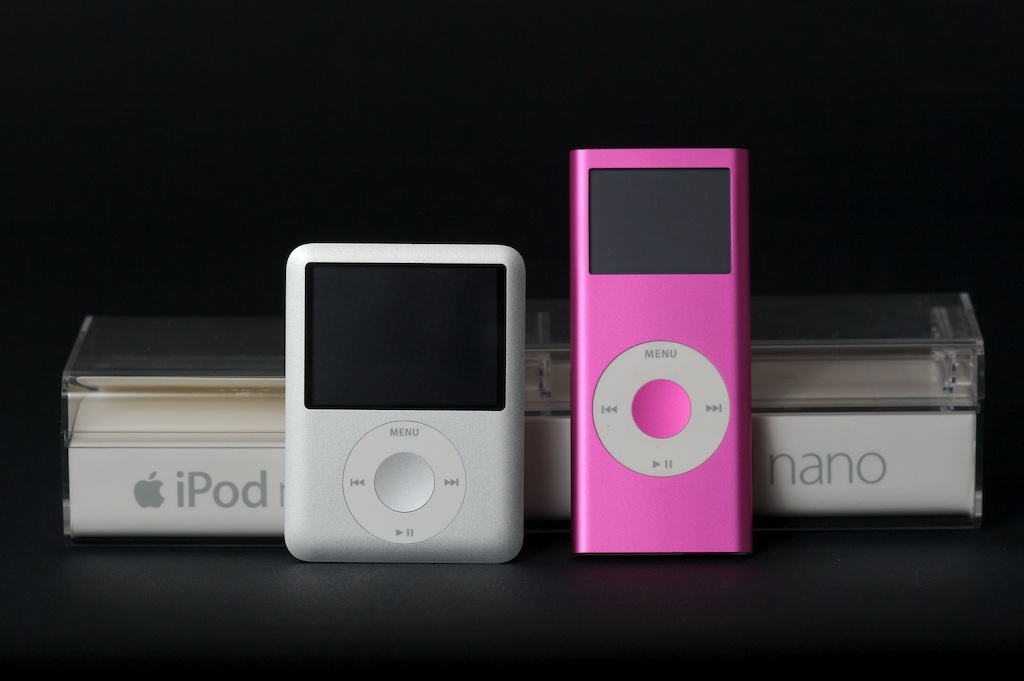
iPod nano gris de 3e génération et rose de 2e génération.

Le 12 septembre 2006, Apple annonce la version 2 de son iPod nano, disponible en 2, 4 et 8 Go de stockage. Le design de la première génération est repris mais avec un châssis en aluminium anodisé. Pour la navigation dans l'interface l'appareil dispose du même pavé directionnel tactile et circulaire que la 1ère génération. L'écran de 1.5 pouces est également de la même taille que le 1er nano et dispose d'une définition de 176x132 pixels. Le baladeur fait un poids de 40 grammes.
La résistance de la coque aux rayures est améliorée et plusieurs couleurs sont proposées avec du gris, bleu, rose, vert et rouge pour le modèle 4 Go. Le modèle 8 Go est disponible en noir et en rouge et le modèle 2 Go est uniquement disponible en gris.
Au niveau des améliorations, l'écran est 40% plus lumineux et l'autonomie est de 24 heures pour la lecture audio, soit le double de la première génération.
Le nouvel iPod nano propose aussi une nouvelle fonction « recherche » pour trouver un titre, un album ou un artiste rapidement. Il est livré avec les nouveaux écouteurs iPod, censés améliorer la qualité d'écoute.
Le modèle en rouge de 4 et 8 Go est une édition spéciale Product Red, dont une partie du prix (10$) est versée au Fonds mondial de lutte contre le sida, la tuberculose et le paludisme.
Le logiciel interne nécessaire à l'exploitation de l'iPod n'est pas le même que celui de l'iPod nano de première génération. En effet, il a été réécrit et chiffré, ne permettant plus d'installer des applications tierces, comme Linux. Un groupe d'étudiants à tout de même réussi à contourner cette protection, proposant désormais un nouveau firmware nommé iLoader. À noter, l'utilisation de Rockbox est désormais possible.
Un module appelé Nike+iPod sorti aux États-Unis en juillet 2006 et disponible en France depuis octobre 2006 permet d'enregistrer des données sur sa course tout en écoutant de la musique. Il est compatible avec tous les modèles d'iPod nano et l'iPod touch.

## Troisième génération

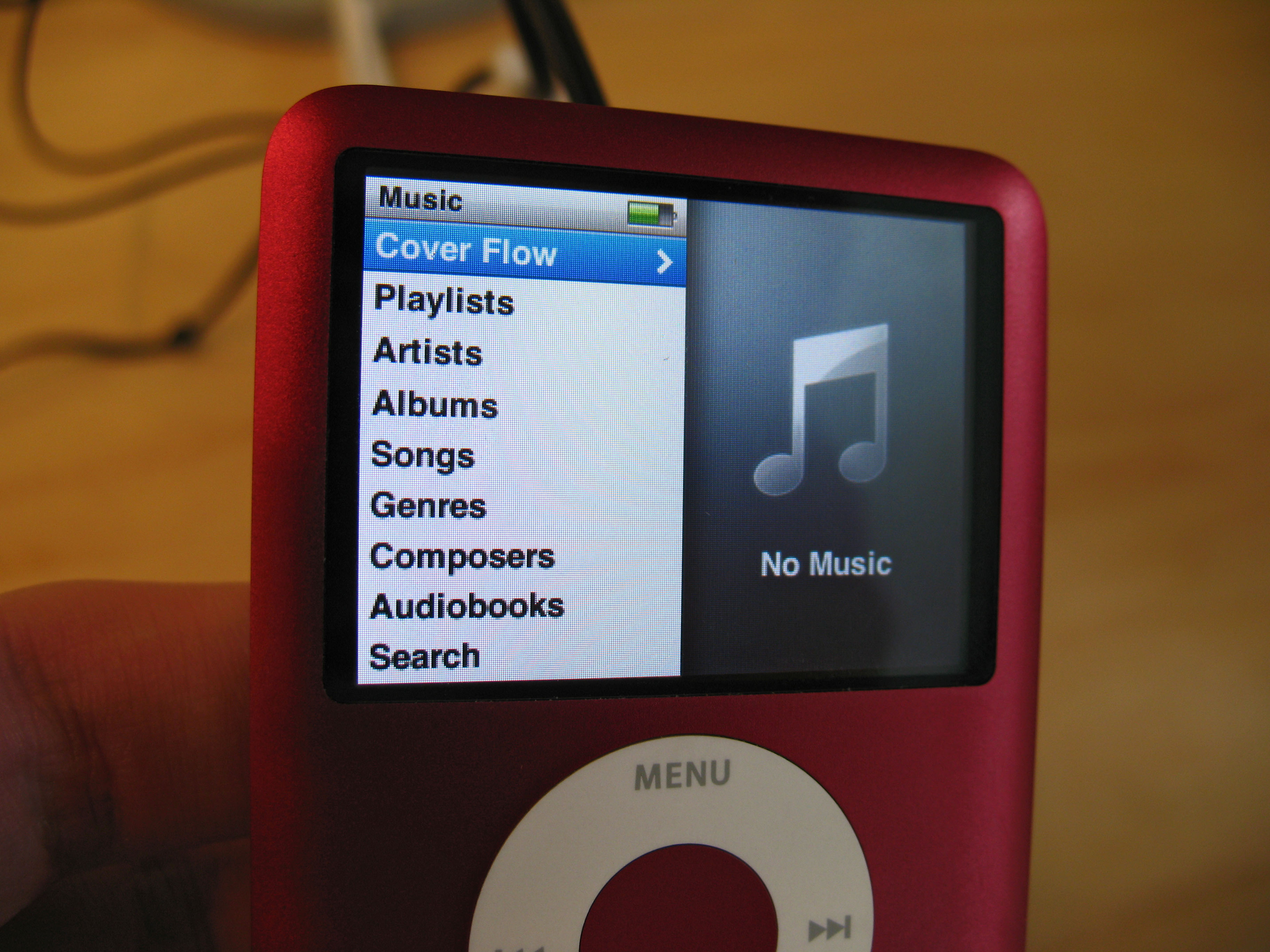
iPod nano Product Red de troisième génération.

Le 5 septembre 2007, l'iPod nano de 3e génération est présenté à l'occasion du discours d'ouverture de la keynote de Steve Jobs.
Grande nouveauté : il lit les vidéos. La résolution de l'écran ainsi que l'autonomie (24 h en audio, 5 h en vidéo) ont été revues à la hausse. La capacité 2 Go n'existe plus. Il ne reste que 4 et 8 Go. Les coloris flashies ont été remplacés par du gris, bleu pastel, vert pâle, noir et rose. La face avant conserve le traitement en aluminium anodisé. Il est aussi disponible en Product Red. Ces couleurs ne sont disponibles que pour la version 8 Go, le 4 Go n'étant disponible qu'en gris.
Ce nano 3G est doté d'un écran de 2 pouces avec une définition de 320 × 240 pixels. Il dispose d'une nouvelle interface, identique à celle du iPod classic, laquelle offre un écran partagé en deux parties : la partie gauche est similaire à l'interface habituelle des anciens iPod, la partie droite offre un aperçu de ce qui est disponible dans le menu (jaquettes d'albums, de vidéos, etc.).
Cover Flow, l'interface utilisée dans iTunes pour naviguer dans les pochettes d'album, et disponible dans le Finder de Leopard est désormais disponible sur les iPod nano, classic, touch et sur iPhone.
On peut néanmoins reprocher à cette nouvelle gamme l'absence de sortie vidéo. En effet, celle-ci a été bridée par Apple et doit être activée par un dock ou un câble officiel d'Apple.

## Quatrième génération

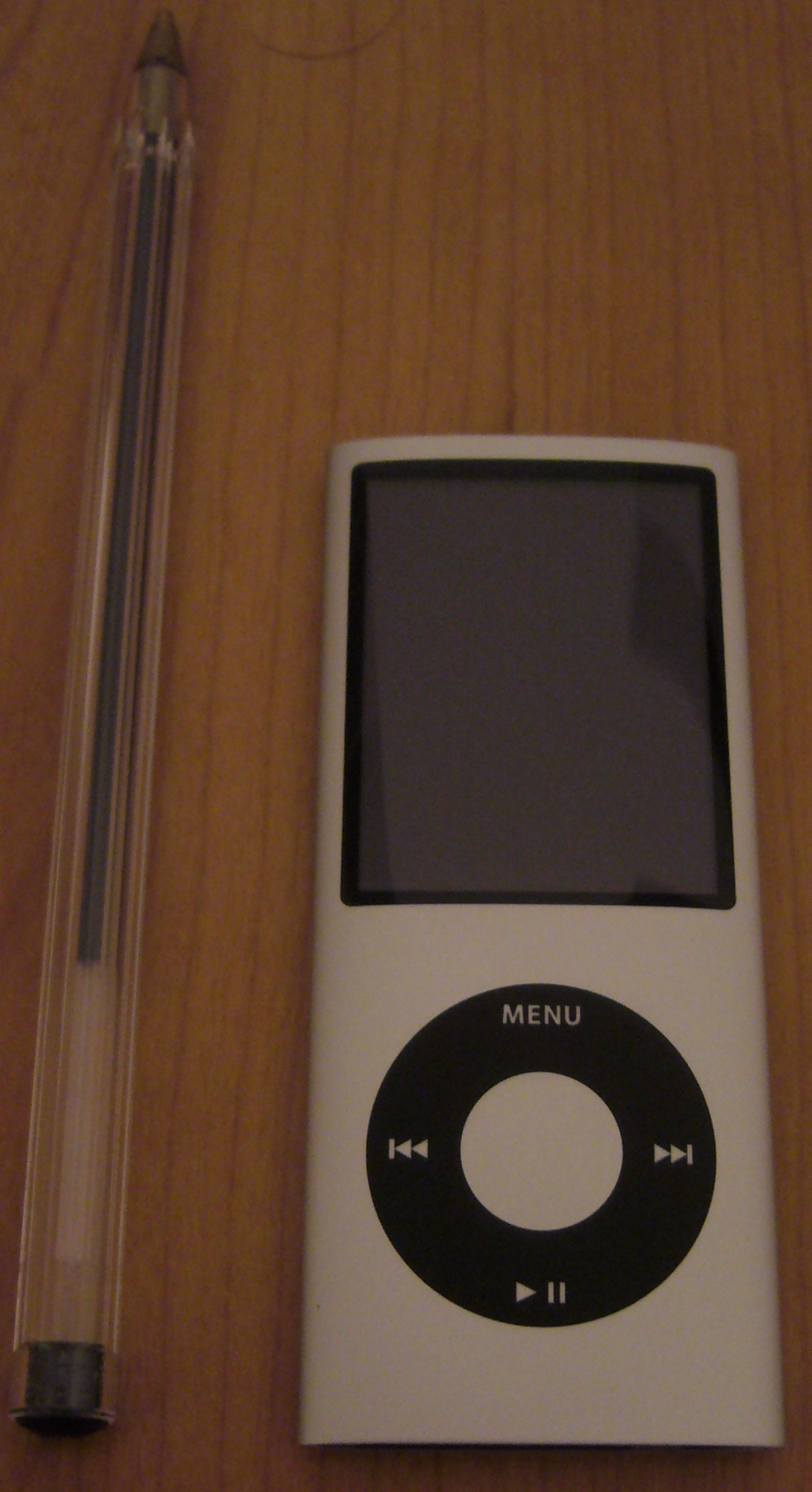
iPod nano quatrième génération argenté, comparé à la taille d'un stylo.

Le 9 septembre 2008, l'iPod nano de 4e génération est présenté à l'occasion de l'annuelle Keynote de Steve Jobs. Changement de forme pour reprendre celle des iPod nano de première et deuxième génération, la forme verticale étant la préférée des utilisateurs d'iPod nano aux dires du fabricant.
L'écran de définition 320 × 240 pixels pour 2 pouces est courbé, meilleur pour regarder les vidéos aux dires de Steve Jobs. Cet iPod nano est disponible en 9 couleurs. L'autonomie est de 24 heures en mode audio et 4 heures en mode vidéo. Il est disponible en version 8 Go et 16 Go de stockage. Il existe également un iPod nano 4e génération de 4 Go de stockage mais non présenté durant la keynote et vendu avec des stocks limités.
Petite révolution, ce nouvel iPod nano intègre l'accéléromètre de son grand frère l'iPod touch. On a donc droit à un mode paysage en inclinant l'iPod, plus pratique pour lire les vidéos ou afficher les pochettes des albums. Sans pour autant délaisser la molette, l'iPod nano 4e génération hérite aussi du « secouer-mélanger » qui permet d'activer le mode aléatoire ou de changer de chanson en secouant l'iPod. Apple a aussi rajouté « Genius », un programme associé à la version 8 du logiciel iTunes qui permet de créer une liste de musique qui s'accorde au morceau écouté. De plus, c'est le premier appareil de la gamme à autoriser la lecture des morceaux avec fondu-enchaîné (débrayable).
Cette version permet aussi une plus grande accessibilité aux malvoyants en intégrant des menus vocaux.
Enfin, l'aluminium et le verre composant la structure de l'iPod nano 4e génération sont fabriqués avec des matériaux recyclables.

## Cinquième génération

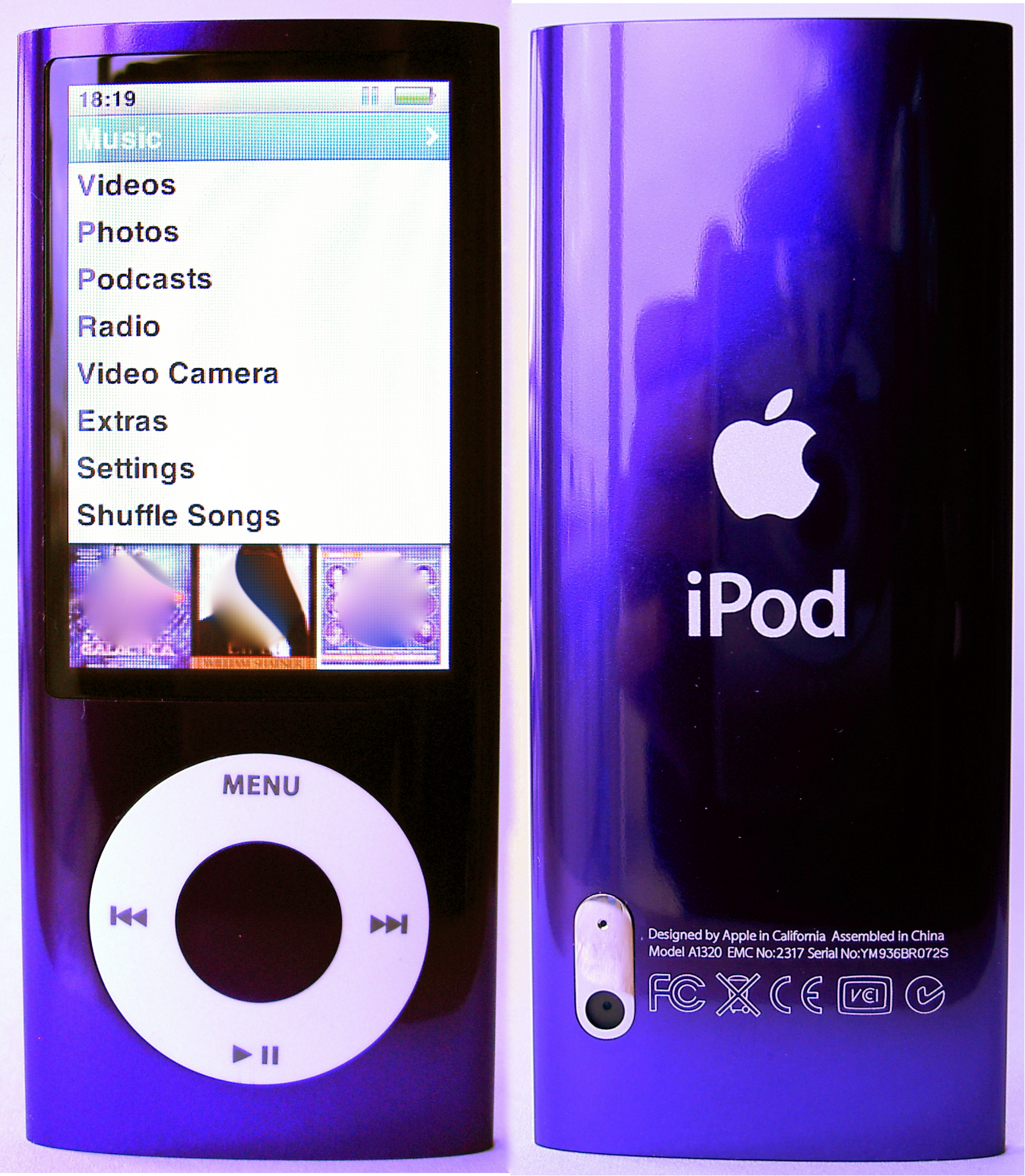

Le 9 septembre 2009, l'iPod nano de cinquième génération est présenté à la traditionnelle keynote d'Apple et mis en vente le même jour.
Le baladeur conserve une forme allongée et courbée, héritée de la quatrième génération, mais se dote d'un écran plus large (d'une diagonale visible de 2,2 pouces et d'une définition de 240×376 pixels), réduisant ainsi les bandes noires horizontales lors de la lecture de vidéos au format 16/9e. Il est disponible dans les neuf couleurs de l'ancienne génération (le jaune et le rouge Product Red n'étant disponibles que sur l'Apple Store), en aluminium poli cette fois. Il est légèrement plus léger que la 4ème génération, avec un poids de 36,4 grammes.
La grande nouveauté est l'ajout d'une caméra vidéo VGA, capable d’enregistrer des vidéos d'une définition de 640×480 pixels, au format MP4 avec le codec H.264 et jusqu’à 30fps. L'audio est enregistré au format AAC (128 kb/s). La taille maximum d'une vidéo est de 2 Go. Le logiciel permet d'ajouter des effets et des filtres à la video comme Sépia, Noir et blanc, Thermique, Cyborg, Grain pellicule, Kaléidoscope, Miroir ou encore Flou animé. Pour récupérer les vidéos il suffit de relier l'iPod à un ordinateur, les vidéos sont transférables via l'application iPhoto sur Mac ou directement depuis le sous-dossier DCIM du baladeur affiché sur le bureau (PC / Mac).
Au niveau des autres nouveautés, il y a l'intégration de Genius, la radio (avec possibilité de mettre en pause le direct, et l'affichage des titres des chansons via la fonctionnalité RT+ du RDS), un haut-parleur et un accéléromètre intégré (lecture aléatoire).
La fonction Nike+iPod est disponible, il faut toutefois acheter séparément le kit, le récepteur doit être branché à l'iPod nano via le dock connecteur 30 broches contrairement à l'iPod touch qui l'intègre directement en interne. Avec cet accessoire, l'iPod nano peut collecter plusieurs données pendant une séance de sport : distance parcourue, temps, vitesse et calories dépensées.
Il est disponible en version 8 Go et 16 Go de stockage.

## Sixième génération

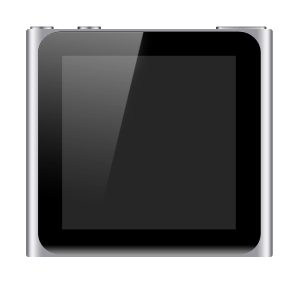
iPod nano sixième génération

La sixième génération a été annoncée le 1er septembre 2010, en même temps que les iPod touch et iPod shuffle de quatrième génération.
Le constructeur a opté pour un changement radical au niveau du design, en reprenant la forme carrée de l'iPod shuffle et en y ajoutant un écran tactile multi-touch (d'une diagonale de 1,54 pouce et d'une définition de 240 × 240 pixels). Tout comme l'iPod shuffle il dispose également d'un clip pour pouvoir l'accrocher sur soi. Ce changement de design lui permet d'être encore plus léger que l'ancienne génération avec un poids de 21,1 g.
L'interface est similaire à celle d'iOS, avec 4 applications (2×2) par page maximum. Il n'est toutefois pas possible d'ajouter de nouvelle application sur l'appareil en plus de celles par défauts. Il conserve la radio et le podomètre de la cinquième génération, mais la fonction caméra disparaît. La fonction lecture de vidéos, apparue avec la 3e génération, a elle aussi disparu. Son écran est de type multi-touch (la même technologie que celle utilisée pour les iPhone, iPod touch et iPad). mais le nombre d'interaction est limité par rapport à la taille de l'écran, il n'est pas possible par exemple de zoomer en écartant ses doigts sur l'écran.
Il ne dispose pas non plus de mini haut-parleur comme la cinquième génération, la fonction alarme n'est donc utile que si on a un casque ou un haut-parleur de branché. Par contre, on peut afficher par défaut, l'heure comme premier écran affiché à la sortie de veille. Ce modèle avait séduit des utilisateurs grâce à son design très compact et carré, lui permettant de faire office de montre en accrochant le clip sur un bracelet. Précurseur de l'Apple Watch, il a fait le bonheur de certains accessoiristes, qui rivalisaient d'imagination pour proposer des systèmes transformant le baladeur en simili-smartwatch.
Apple annonce pour cet iPod nano une autonomie de 24 heures et deux capacités, de 8 et 16 Go.
Il a été déclaré obsolète début septembre 2017, sept ans après sa commercialisation, Apple n'assurant plus aucune réparation ni service après-vente de son ancien baladeur.

## Septième génération

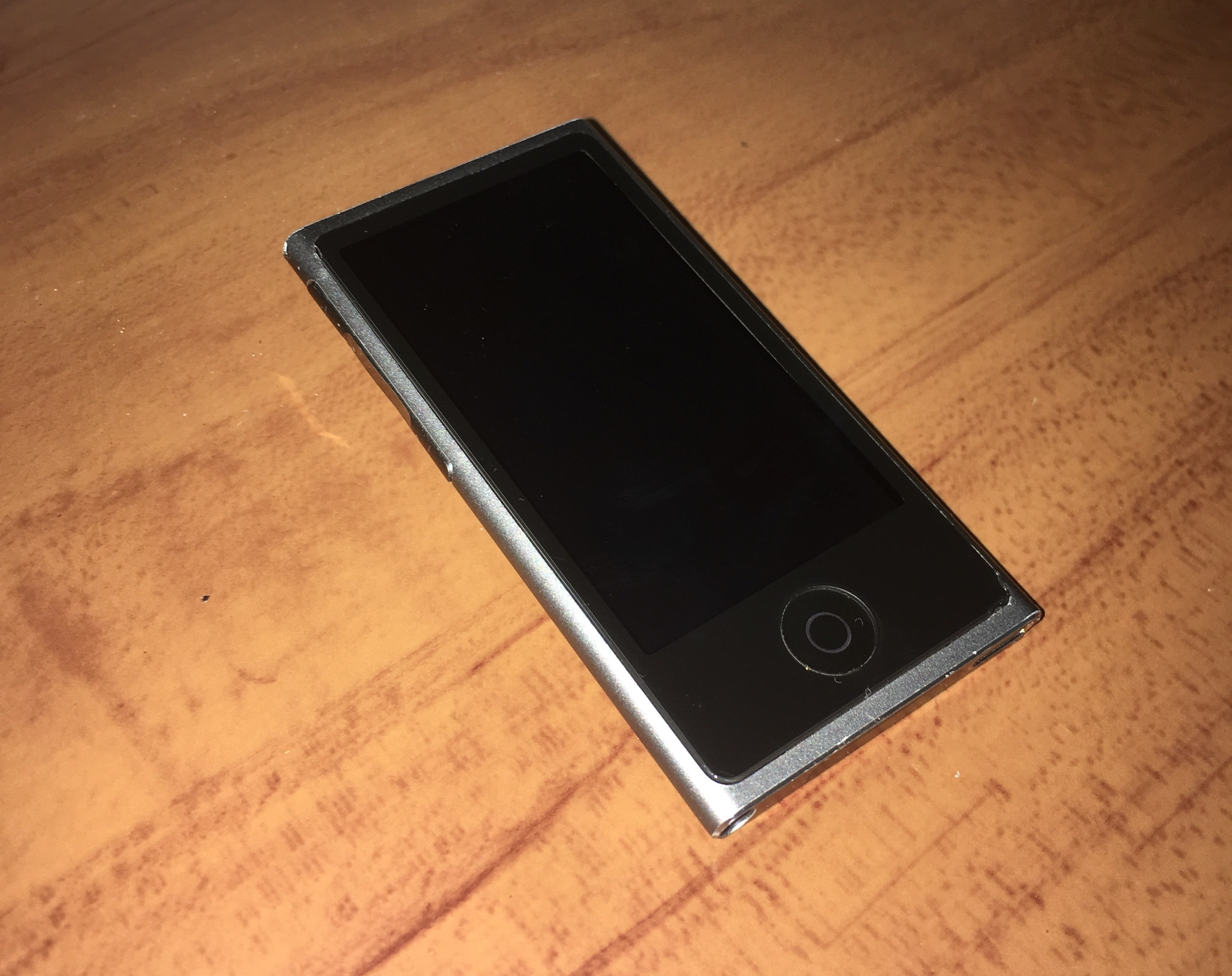
iPod nano septième génération

L'ultime génération d'iPod nano est annoncée le 12 septembre 2012 durant la conférence d'Apple. Le baladeur multimédia reprend une forme rectangulaire comme les générations 1, 2, 4 et 5 ainsi que certaines lignes du design de l'iPod touch. Le bouton Home de l'iPod touch et de l'iPhone y est présent. L'iPod nano embarque une toute nouvelle interface logicielle. Il possède le nouveau connecteur Lightning ainsi que les nouveaux écouteurs EarPods, bien que ceux-ci ne possèdent pas de télécommande, contrairement à ceux livrés avec l'iPhone 5.
Niveau design l'appareil dispose à l'avant d'un écran tactile de 2,5 pouces d'une définition 432 × 240 pixels et d'un bouton d'accueil. Le dos est en finition aluminium avec une tranche de plastique pour l'antenne Bluetooth 4.0. Il dispose d'un port pour la prise mini-jack à droite de la tranche du bas à côté du port pour le connecteur lightning. Le baladeur fait un poids de 31 g.
L'iPod sait lire les formats audio MP3, AAC, Audible, Apple Lossless, AIFF et WAV. Mais est incompatible avec les formats WMA, OGG et Flac.
Il est le seul de la gamme nano à avoir eu le droit à deux collections de couleurs, la première en 2012 avec les couleurs noir ardoise, argent, violet, rose, jaune, vert, bleu, et rouge. Puis en 2015 disponible avec les couleurs or, gris sidéral, bleu, rose, argent et rouge.

## Modèles
| Génération | Image                                  | Capacité                                                                                              | Couleurs                                                            | Date de sortie    | Configuration minimale     | Autonomie (heures)     | Prix (États-Unis) | Prix (France)    |
| ---------- | -------------------------------------- | --- | ------------------------------------------------------------------- | ----------------- | -------------------------- | ---------------------- | ----------------- | ---------------- |
| Première   | Première génération de l'iPod nano     | 1 Go                                                                                                  | Blanc Noir                                                          | 7 février 2006    | Mac : 10.3 Win : 2000      | audio : 14             | 109 $             |                  |
| Première   | Première génération de l'iPod nano     | 2 Go                                                                                                  | Blanc Noir                                                          | 7 septembre 2005  | Mac : 10.3 Win : 2000      | audio : 14             | 159 $             |                  |
| Première   | Première génération de l'iPod nano     | 4 Go                                                                                                  | Blanc Noir                                                          | 7 septembre 2005  | Mac : 10.3 Win : 2000      | audio : 14             | 209 $             |                  |
| Première   | Première génération de l'iPod nano     | Successeur de l'iPod mini.                                                                            |                                                                     |                   |                            |                        |                   |                  |
| Deuxième   | iPod nano bleu de 4 Go                 | 2 Go                                                                                                  | Argent                                                              | 12 septembre 2006 | Mac : 10.3 Win : 2000      | audio : 24             | 159 $             | 159 €            |
| Deuxième   | iPod nano bleu de 4 Go                 | 4 Go                                                                                                  | Argent Bleu Rose Vert                                               | 12 septembre 2006 | Mac : 10.3 Win : 2000      | audio : 24             | 209 $             | 209 €            |
| Deuxième   | iPod nano bleu de 4 Go                 | 4 Go                                                                                                  | Rouge (Product Red)                                                 | 13 octobre 2006   | Mac : 10.3 Win : 2000      | audio : 24             | 209 $             | 209 €            |
| Deuxième   | iPod nano bleu de 4 Go                 | 8 Go                                                                                                  | Noir                                                                | 12 septembre 2006 | Mac : 10.3 Win : 2000      | audio : 24             | 239 $             | 259 €            |
| Deuxième   | iPod nano bleu de 4 Go                 | 8 Go                                                                                                  | Rouge (Product Red)                                                 | 3 novembre 2006   | Mac : 10.3 Win : 2000      | audio : 24             | 239 $             | 259 €            |
| Deuxième   | iPod nano bleu de 4 Go                 | Boîtier en aluminium avec du plastique en haut et en bas, 6 couleurs disponibles.                     |                                                                     |                   |                            |                        |                   |                  |
| Troisième  | iPod nano troisième génération de 8 Go | 4 Go                                                                                                  | Argent                                                              | 5 septembre 2007  | Mac : 10.4 Win : XP        | audio : 24 vidéo : 5   | 159 $             | 159 €            |
| Troisième  | iPod nano troisième génération de 8 Go | 8 Go                                                                                                  | Argent Bleu Noir Rouge (Product Red) Vert                           | 5 septembre 2007  | Mac : 10.4 Win : XP        | audio : 24 vidéo : 5   | 209 $             | 209 €            |
| Troisième  | iPod nano troisième génération de 8 Go | 8 Go                                                                                                  | Rose                                                                | 22 janvier 2008   | Mac : 10.4 Win : XP        | audio : 24 vidéo : 5   | 209 $             | 209 €            |
| Troisième  | iPod nano troisième génération de 8 Go | Écran de 2" QVGA, légères nuances de couleur chrome de retour, nouvelle interface, vidéo, Cover Flow. |                                                                     |                   |                            |                        |                   |                  |
| Quatrième  | iPod nano quatrième génération         | 4 Go (seulement certains pays)                                                                        | Argent Bleu Jaune Orange Noir Rose Rouge (Product Red) Vert Violet  | 9 septembre 2008  | Mac : 10.4.11 Win : XP SP3 | audio : 24 vidéo : 4   |                   |                  |
| Quatrième  | iPod nano quatrième génération         | 8 Go                                                                                                  | Argent Bleu Jaune Orange Noir Rose Rouge (Product Red) Vert Violet  | 9 septembre 2008  | Mac : 10.4.11 Win : XP SP3 | audio : 24 vidéo : 4   | 149 $             | 149 €            |
| Quatrième  | iPod nano quatrième génération         | 16 Go                                                                                                 | Argent Bleu Jaune Orange Noir Rose Rouge (Product Red) Vert Violet  | 9 septembre 2008  | Mac : 10.4.11 Win : XP SP3 | audio : 24 vidéo : 4   | 199 $             | 199 €            |
| Quatrième  | iPod nano quatrième génération         | Écran de 2" QVGA, accéléromètre, vidéo, Cover Flow, interface améliorée.                              |                                                                     |                   |                            |                        |                   |                  |
| Cinquième  | iPod nano quatrième génération         | 8 Go                                                                                                  | Argent Bleu Jaune Noir Orange Rose Rouge (Product Red) Vert Violet  | 9 septembre 2009  | Mac : 10.4.11 Win : XP SP3 | audio : 24 vidéo : 5   | 149 $             | 149 €            |
| Cinquième  | iPod nano quatrième génération         | 16 Go                                                                                                 | Argent Bleu Jaune Noir Orange Rose Rouge (Product Red) Vert Violet  | 9 septembre 2009  | Mac : 10.4.11 Win : XP SP3 | audio : 24 vidéo : 5   | 179 $             | 179 €            |
| Cinquième  | iPod nano quatrième génération         | Écran de 2,2" QVGA 16/9e, accéléromètre, radio, caméra vidéo, Cover Flow, interface améliorée.        |                                                                     |                   |                            |                        |                   |                  |
| Sixième    | iPod nano sixième génération           | 8 Go                                                                                                  | Argent Bleu Orange Noir Rouge (Product Red) Rose Vert               | 2 septembre 2010  | Mac : 10.4.11 Win : XP SP3 | audio : 24             | 149 $             | 169 €            |
| Sixième    | iPod nano sixième génération           | 16 Go                                                                                                 | Argent Bleu Orange Noir Rouge (Product Red) Rose Vert               | 2 septembre 2010  | Mac : 10.4.11 Win : XP SP3 | audio : 24             | 179 $             | 209 €            |
| Sixième    | iPod nano sixième génération           | Écran multi-touch carré 1,5", radio, nouvelle interface.                                              |                                                                     |                   |                            |                        |                   |                  |
| Septième   | iPod nano septième génération          | 16 Go                                                                                                 | Argent Bleu Jaune Noir Rose Rouge (Product Red) Vert Violet         | 12 octobre 2012   | Mac : 10.6.8 Win : XP SP3  | audio : 30 vidéo : 3,5 | 149 $             | 179 € puis 189 € |
| Septième   | iPod nano septième génération          | 16 Go                                                                                                 | Argent Bleu Jaune Gris Sidéral Rose Rouge (Product Red) Vert Violet | 10 septembre 2013 | Mac : 10.6.8 Win : XP SP3  | audio : 30 vidéo : 3,5 | 149 $             | 179 € puis 189 € |
| Septième   | iPod nano septième génération          | Écran tactile multi-touch 2,5", radio, lecture de vidéos, nouvelle interface, Bluetooth.              |                                                                     |                   |                            |                        |                   |                  |